# Золочевски замък
Золочевският замък е бивша резиденция на благородническото семейство Собиески, разположена на хълм между две реки в югоизточната част на Золочев, Галиция (сега част от Лвовска област, Украйна).
Правоъгълната крепост е построена през 1634 – 1636 г. от Якуб Собиески с помощта на труда на поробени кримски татари. Замъкът Собиески се състои от масивни стени в тогавашния холандски стил, с четири петоъгълни кули на всеки ъгъл и така наречения „голям дворец“. Китайският дворец, миниатюрна ротонда в лилав цвят, оградена от едноетажни крила, е добавен по-късно през XVII век като подарък от Ян III Собиески за съпругата му, родена във Франция, кралица Мария.
През 1672 г. замъкът е превзет след 6-дневна обсада от турците, предвождани от Капудан паша. Три години по-късно оцелява след нова обсада от османската армия. След смъртта на Якуб Людвик Собиески през 1737 г. замъкът преминава към княжеското семейство Радзивил и след това (през 1801 г.) към граф Лукаш Комарницки-Павликович (от рода Сас), чиито наследници го продават на австрийската корона през 1834 г.
През XIX век замъкът е пригоден за използване като болница и казарма. Превърнат е в затвор през 1872 г. и продължава да се използва след Полската кампания. На територията на замъка има параклис в памет на жертвите на НКВД.
Хиляди евреи са отведени от Золочев и убити от германците при започването на „Операция Барбароса“.
От 1985 г. комплексът се ръководи от Лвовската художествена галерия и е в процес на реставрация. В край на XX век започва да отваря територията си за посетители. Експонатите включват повече от 25 европейски герба, полилеи от вкаменелости на динозаври и реплика на типична кралска корона от XIII век, която вероятно е подобна на тази на Даниил Галицки.